# 이용준 (뮤지컬 배우)
이용준(1987년 3월 19일 ~ )는 대한민국의 뮤지컬 배우이다.

## 소개
이용준은1987년3월 19일 ~ 2남 2녀 중 차남으로 태어났다.

직장생활을 병행하며 취미생활로 대학로 연극을 시작하였다. 신인배우임에도 불구하고 대형공연에 계속하여 러브콜을 받고 출연함으로써 국내 뮤지컬 및 연극 시장에서 매우 주목받은 뮤지컬배우이다.
 ※ 출처 "The Musical" M&J 배우 프로필

## 활동
- 이 뮤지컬배우의 음역대는 하이바리톤이다.
- 가장 최근 소식은 공연기획 및 연출로 활동하는 것으로 확인된다. (M&J 확인)

## 학력
- 한국예술종합학교 연극학 학사

## 가족
- 2남 2녀 중 차남

## 출연 작품

### 드라마
- 역

### 연극
- 달링

### 뮤지컬
- 젊은 베르테르의 슬픔
- 벽을뚫는 남자
- 모차르트
- 마리아마리아

## 관련기사
- 무대밖의 또 다른 주연 스윙배우 이용준, 시사뉴스라인 제공
- 대형뮤지컬의 꽃 스윙앙상블 뮤지컬배우 이용준, 디지털타임스 제공
- 2015년 대형 뮤지컬 전속 커버배우 이용준 보관됨 2015-02-17 - 웨이백 머신, SBS 제공
- 뮤지컬배우 이용준, 국내 대표 스윙배우로 성장해 눈길, SBS CNBC 제공
- 뮤지컬배우 이용준 저소득 가정 무상지원 화제, E-News 투데이 제공